# Matías Ramón Martínez
Matías Ramón Martínez Martínez (Burguillos del Cerro, 1855-Jerez de los Caballeros, 1904) fue un historiador, arqueólogo y folklorista español. 

## Biografía
Nacido el 24 de febrero de 1855 en la localidad pacense de Burguillos del Cerro, hijo de emigrantes sorianos, desarrolló sus estudios en Sevilla y Madrid, donde se doctoró en Filosofía y Letras. Posteriormente también lograría la licenciatura de derecho. Fue correspondiente de la Real Academia de la Historia y nutrió de información a destacados miembros de esta institución como Aureliano Fernández-Guerra y Fidel Fita.
Entre sus contribuciones más destacadas puede citarse el descubrimiento de la iglesia de Matapollitos, en Burguillos del Cerro, del siglo VII. Parte de los restos encontrados se encuentran actualmente depositados en el Museo Arqueológico Nacional.
Murió el 16 de mayo de 1904 en Jerez de los Caballeros, ciudad en la que se había asentado tras contraer matrimonio, cuando preparaba varios trabajos históricos sobre Extremadura y Badajoz, algunos de los cuales fueron publicados tras su defunción.

## Obras destacadas
- Apuntes para un mapa topográfico-tradicional de la villa de Burguillos del Cerro perteneciente a la provincia de Badajoz (1884).
- El libro de Jerez de los Caballeros (1892).[6]
- Historia de Badajoz durante la dominación musulmana (1905) - póstuma.
- Historia de Burguillos del Cerro (1995) - póstuma e inacabada.

Además, publicó numerosos artículos en revistas como el Boletín de la Real Academia de la Historia y la Revista de Extremadura.